# Candiota (futebolista)
Aníbal Médici Machado, também conhecido como Candiota (Bagé, 14 de junho de 1898 — 22 de janeiro de 1951),  foi um futebolista brasileiro.

## Carreira
Aníbal Candiota, conhecido como "O Rei do Passe" (devido à precisão de seus lançamentos), começou sua carreira no Guarany de Bagé, transferindo-se para o Cruzeiro de Porto Alegre e para o Flamengo-RJ. Atuou na Seleção do Rio de Janeiro entre 1920 a 1922.
Tornou-se o primeiro atleta bageense a ser convocado pela Seleção Brasileira, que disputou o Campeonato Sul-Americano de 1921, na Argentina. Retornou ao Guarany de Bagé em 1924 e depois de 1927 a 1932.

## Títulos
Flamengo
- Campeonato Carioca de Futebol: 1920, 1921, 1925, 1927
- Torneio Início: 1920, 1922
- Torneio America Fabril: 1919, 1922, 1923
- Taça Sport Club Mackenzie: 1920
- Taça Ypiranga Football Club: 1921
- Taça Carioca Football Club: 1923
- Troféu Petropolitano Footbal Club: 1923
- Troféu Torre Sport Club: 1925
- Troféu Agência Hudson: 1925
- Troféu Jornal do Commércio de Pernambuco: 1925
- Troféu Sérgio de Loreto: 1925
- Troféu Associação Paranaense de Desportos: 1927
- Taça Doutor Affonso de Camargo: 1927